# Пяски (Ґарволінський повіт)
Пя́ски (пол. Piaski) — село в Польщі, у гміні Ґужно Ґарволінського повіту Мазовецького воєводства.
Населення — 278 осіб (2011).
У 1975—1998 роках село належало до Седлецького воєводства.

## Демографія
Демографічна структура станом на 31 березня 2011 року:
|          | Загалом | Допрацездатний вік | Працездатний вік | Постпрацездатний вік |
| -------- | ------- | ------------------ | ---------------- | -------------------- |
| Чоловіки | 141     | 34                 | 95               | 12                   |
| Жінки    | 137     | 32                 | 75               | 30                   |
| Разом    | 278     | 66                 | 170              | 42                   |